# Listă alfabetică a capitalelor statelor SUA
Această pagină este o listă a celor 50 de capitale ale celor 50 de state ale Statelor Unite ale Americii aranjate alfabetic după numele acestora. 
| Capitala statului component al SUA | Stat al Statelor Unite ale Americii |
| Albany, New York                   | New York                            |
| Annapolis, Maryland                | Maryland                            |
| Atlanta, Georgia                   | Georgia                             |
| Augusta, Maine                     | Maine                               |
| Austin, Texas                      | Texas                               |
| Baton Rouge, Louisiana             | Louisiana                           |
| Bismarck, North Dakota             | Dakota de Nord                      |
| Boise, Idaho                       | Idaho                               |
| Boston, Massachusetts              | Massachusetts                       |
| Carson City, Nevada                | Nevada                              |
| Charleston, West Virginia          | Virginia de Vest                    |
| Cheyenne, Wyoming                  | Wyoming                             |
| Columbia, South Carolina           | Carolina de Sud                     |
| Columbus, Ohio                     | Ohio                                |
| Concord, New Hampshire             | New Hampshire                       |
| Denver, Colorado                   | Colorado                            |
| Des Moines, Iowa                   | Iowa                                |
| Dover, Delaware                    | Delaware                            |
| Frankfort, Kentucky                | Kentucky                            |
| Harrisburg, Pennsylvania           | Pennsylvania                        |
| Hartford, Connecticut              | Connecticut                         |
| Helena, Montana                    | Montana                             |
| Honolulu, Hawaii                   | Hawaii                              |
| Indianapolis, Indiana              | Indiana                             |
| Jackson, Mississippi               | Mississippi                         |
| Jefferson City, Missouri           | Missouri                            |
| Juneau, Alaska                     | Alaska                              |
| Lansing, Michigan                  | Michigan                            |
| Lincoln, Nebraska                  | Nebraska                            |
| Little Rock, Arkansas              | Arkansas                            |
| Madison, Wisconsin                 | Wisconsin                           |
| Montgomery, Alabama                | Alabama                             |
| Montpelier, Vermont                | Vermont                             |
| Nashville, Tennessee               | Tennessee                           |
| Oklahoma City, Oklahoma            | Oklahoma                            |
| Olympia, Washington                | Washington                          |
| Phoenix, Arizona                   | Arizona                             |
| Pierre, South Dakota               | Dakota de Sud                       |
| Providence, Rhode Island           | Rhode Island                        |
| Raleigh, North Carolina            | Carolina de Nord                    |
| Richmond, Virginia                 | Virginia                            |
| Sacramento, California             | California                          |
| Saint Paul, Minnesota              | Minnesota                           |
| Salem, Oregon                      | Oregon                              |
| Salt Lake City, Utah               | Utah                                |
| Santa Fe, New Mexico               | New Mexico                          |
| Springfield, Illinois              | Illinois                            |
| Tallahassee, Florida               | Florida                             |
| Trenton, New Jersey                | New Jersey                          |
| Topeka, Kansas                     | Kansas                              |